# Ilattia flavirena
Ilattia flavirena là một loài bướm đêm trong họ Noctuidae.